# Moïta
Moïta település Franciaországban, Haute-Corse megyében. Lakosainak száma 62 fő (2022. január 1.). Moïta Campi, Matra, Novale, Pietra-di-Verde és Zalana községekkel határos.

## Népesség
A település népességének változása:
| Lakosok száma | 231  | 164  | 121  | 77   | 80   | 79   | 75   | 65   | 64   | 62   |
|               | 1968 | 1982 | 1990 | 2006 | 2013 | 2015 | 2017 | 2019 | 2020 | 2022 |